# Leopold von Buch
Leopold von Buch (n. 26 aprilie 1774, Stolpe an der Oder – d. 4 martie 1853, Berlin) a fost un geolog german, care este considerat unul dintre reprezentanții cei mai importanți ai geologiei din secolul XIX.
Printre meritele sale se enumără, întemeierea „geognoziei” în Germania, pune bazele stratigrafiei, cercetări în domeniul vulcanismului, paleontologiei, (fosilelor). Publică o operă despre sitructura rocilor din perioada jurasică. Este cel care introduce în anul 1822 termenul de „triasicul superior”. În anul 1826 publică o hartă geologică completă a Germaniei. Cercetează fenomenele vulcanismului de pe insulele Canare, folosind termenul de „Caldera” pentru cratere de vulcane surpate. Contribuie la întemeierea Societății germane de geologie (DGG)
1. ↑  Autoritatea BnF, accesat în 10 octombrie 2015
2. ↑  List of Royal Society Fellows 1660-2007 (PDF), p. 53
3. ↑   https://www.geolsoc.org.uk/About/Awards-Grants-and-Bursaries/Society-Awards/Wollaston-Medal, accesat în 21 decembrie 2020 Lipsește sau este vid: |title= (ajutor)